# Les Poitrails
Les Poitrails est une peinture à l'huile sur papier marouflé sur toile, réalisée par Théodore Géricault, probablement dans les écuries de Versailles. Il en existe deux versions, l'une de grande taille représentant sept chevaux vus de face, l'autre de plus petite taille avec trois chevaux vus de face, dans leur écurie.
La version avec sept chevaux était conservée dans une collection privée à Bruxelles à la fin du XIXe siècle, l'autre version du tableau est conservé dans une collection privée à Paris. Les sept poitrails ont été exposés au Grand Palais de Paris en 1991, à l'occasion d'une exposition consacrée à Géricault en 1991.

## Réalisation

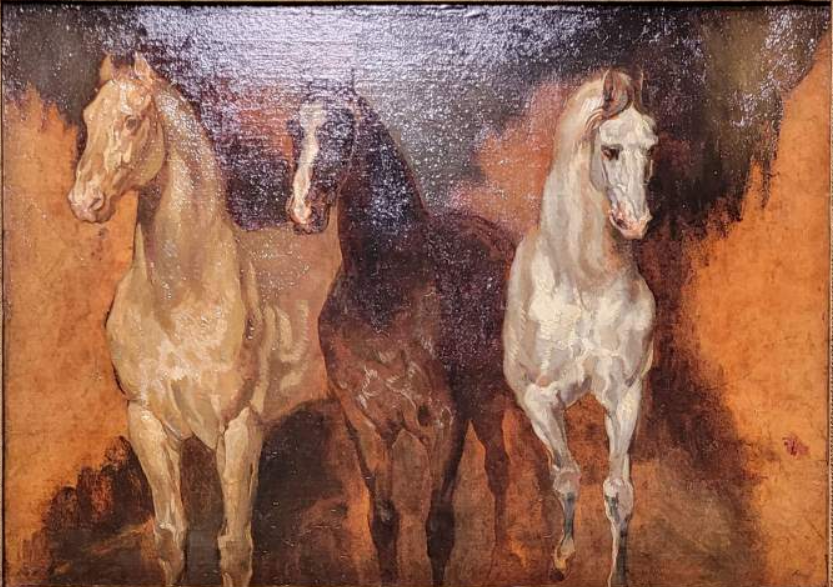
Version des Poitrails datée de 1811-1812.

La peinture des trois chevaux vus de face est créée en 1811-1812 selon Rio et Chenique, qui lui attribuent le titre de Trois Chevaux vus de face et à mi-jambes, dit aussi Les Poitrails. 
Le catalogue raisonné de Charles Clément (1868) indique une création de la peinture des sept poitrails dans les écuries de Versailles en 1813, en même temps qu'une autre œuvre dépeignant cette fois des chevaux vus de l'arrière, Les Croupes. C'est donc probablement dans les écuries de Versailles que Géricault a réalisé ce tableau. D'après Charles Clément, c'est à cette époque que Géricault réalise « ses plus belles études » de chevaux.

## Description
La version la plus grande montre sept chevaux vus de face. Dans son ouvrage Histoire des peintres de toutes les écoles paru en 1863, Charles Blanc décrit ce tableau sous le titre d’Étude de poitrails, comme suit : « c'est une série de sept chevaux rangés sur un cadre oblong d'environ un mètre de longueur et tous admirables par leur fierté et leur élégance. Ces chevaux vus de front et par conséquent en raccourci présentaient une suite de difficultés les plus ardues certainement que puisse aborder un dessinateur. Géricault s'en est merveilleusement tiré sans effort apparent et comme du premier coup ». Blanc ajoute que Géricault se préoccupe particulièrement de rendre la robe du cheval, permettant de discerner « jusqu'à la nature et à la marche du poil. On distingue les endroits où le poil est couché de ceux où il se relève pour changer de direction et par exemple sur un cheval brun dont le chanfrein est éclairé d'une longue traînée blanche on peut voir rendu par un rare et charmant artifice de pinceau ce mouvement du poil qui se rassemble entre les deux sourcils pour de là se diviser et s'étoiler sur la tête ». L'écrivain français Homéric décrit des poitrails en ligne remarquables, montrant des chevaux de robe isabelle, alezan, crème, bai-brun et gris, avec énormément de détails pour représenter l'avant-main, les yeux et les oreilles, permettant de deviner le caractère de chaque cheval.
Dans son catalogue raisonné de 1868, Charles Clément décrit le tableau des sept chevaux comme suit : 

« 50 LES POITRAILS 
Étude de chevaux vus de face. Sept chevaux de différentes robes. ce tableau a été exécuté à Versailles en 1813. »

L'autre version de la peinture, attribuée à Géricault par Gaëlle Rio et Bruno Chenique du musée de la Vie romantique, représente trois chevaux vus de face. Ce tableau mesure 32,1 × 45,3 cm. Il s'agit d'une peinture à l'huile sur papier marouflé sur toile.

## Parcours du tableau et réception
Le tableau des sept poitrails a été vendu à la vente Seymour le 14 février 1860 pour 4 000 francs où il a été acquis par M. Couteaux, résidant à Bruxelles ; il appartenait en 1868 à M. Van Paet, également bruxellois. 
Dans son Dictionnaire amoureux du cheval, Homéric témoigne d'avoir longuement observé cette peinture, exposée au Grand Palais en 1991 à l'occasion d'une exposition spécialement consacrée à Géricault.